# Beremund II
Beremund II, dit el Gotós (953 - Villanueva del Bierzo, Lleó, 999), fou rei de Galícia (982-99) i Lleó (985-99).

## Família
Fill d'Ordoni III de Lleó i la seva amistançada Aragonta Peláez. Fou cosí de Ramir III de Lleó, al qual succeí als dos regnes. Es casà en primeres núpcies amb Velasquita, probablement filla d'Ordoni IV de Lleó. D'aquesta unió va néixer:
- la infanta Cristina Bermúdez, casada amb Ordoño Ramírez, fill de Ramir II.

El 988 es divorcià de la seva esposa per casar-se el 991 amb Elvira de Castella, filla del comte de Castella Garcia I. D'aquest matrimoni va néixer quatre fills:
- l'infant Alfons V de Lleó (996-1028), rei de Lleó
- la infanta Teresa de Lleó (992-1039), casada el 995 amb Almansor
- l'infant Pelai (?-v1006)
- la infanta Sança, monja a Oviedo

## Regne
Ramir III de Lleó va perdre el Regne de Galícia el 982 per les revoltes internes dels seus nobles, i gràcies al suport dels gallecs i els portuguesos va aconseguir el tron lleonès. Tot i que a la seva proclamació va haver de posar-se sota la protecció del Califat de Còrdova, ja que els embats forts del comtat de Castella i les rebel·lions internes del regne feien pràcticament impossible que es pogués ocupar de tots els problemes ell sol.
Gràcies a la protecció del califa va aconseguir recuperar Zamora però hagué de mantenir les tropes d'Almansor al seu territori com a forces d'ocupació. No fou fins al 987 que les aconseguí expulsar.
Davant aquest fet, Almansor es va enfadar i va destruir la ciutat de Coïmbra per posteriorment assetjar Lleó i arrasar-la. Beremund II va haver de refugiar-se a Zamora, de la qual hagué de fugir fins a Lugo per la persecució que li va infringir el visir Almansor. Amb tot, les dues ciutats foren destruïdes i van conquerir Astorga el 996 i el 997 van saquejar Santiago de Compostel·la
El 999 el rei va caure malalt de gota i li va resultar impossible cavalcar i va haver de ser traslladat arreu amb una llitera. Aquell mateix any va morir a Villanueva del Bierzo per ser enterrat al Monestir de Carracedo. Posteriorment les seves despulles foren traslladades a la catedral de Lleó.